# Даніелс (Вісконсин)
Даніелс (англ. Daniels) — місто (англ. town) в США, в окрузі Бернетт штату Вісконсин. Населення — 676 осіб (2020).

## Демографія
Згідно з переписом 2010 року, у місті мешкало 649 осіб у 287 домогосподарствах у складі 203 родин. Було 495 помешкань
Расовий склад населення:
| - 97,1 % — білих - 0,5 % — азіатів - 0,3 % — корінних американців |

До двох чи більше рас належало 1,7 %. Частка іспаномовних становила 1,4 % від усіх жителів.
За віковим діапазоном населення розподілялося таким чином: 20,6 % — особи молодші 18 років, 58,9 % — особи у віці 18—64 років, 20,5 % — особи у віці 65 років та старші. Медіана віку мешканця становила 49,6 року. На 100 осіб жіночої статі у місті припадало 106,0 чоловіків;  на 100 жінок у віці від 18 років та старших — 103,6 чоловіків також старших 18 років.
Середній дохід на одне домашнє господарство  становив 59 637 доларів США (медіана — 51 518), а середній дохід на одну сім'ю — 71 566 доларів (медіана — 61 458). Медіана доходів становила 48 250 доларів для чоловіків та 36 000 доларів для жінок. За межею бідності перебувало 10,6 % осіб, у тому числі 25,9 % дітей у віці до 18 років та 10,1 % осіб у віці 65 років та старших.
Цивільне працевлаштоване населення становило 322 особи. Основні галузі зайнятості: освіта, охорона здоров'я та соціальна допомога — 23,9 %, виробництво — 18,9 %, будівництво — 18,6 %.